# Pavo desplumado
Pavo desplumado es un cuadro de Francisco de Goya conservado en la Neue Pinakothek de Múnich (Alemania). Se trata de un bodegón al óleo que mide 44,8 centímetros de alto por 62,4 cm de ancho. 
El centro de este bodegón es un pavo muerto y desplumado, junto a una sartén con pescados. El pavo sería el símbolo de la brutalidad de la verdad que se revela violentamente, una verdad sin tapujos. 